# Ognes (Aisne)
Ognes település Franciaországban, Aisne megyében. Lakosainak száma 1113 fő (2022. január 1.). Ognes Abbécourt, Caumont, Chauny és Neuflieux községekkel határos.

## Népesség
A település népességének változása:
| Lakosok száma | 932  | 1245 | 1169 | 1108 | 1175 | 1150 | 1113 | 1104 | 1106 | 1113 |
|               | 1968 | 1982 | 1990 | 2006 | 2013 | 2015 | 2017 | 2019 | 2020 | 2022 |